# Haverö landskommun
Haverö landskommun var en tidigare kommun i Västernorrlands län. Centralort var Östavall och kommunkod 1952-1970 var 2201.

## Administrativ historik
Haverö landskommun inrättades den 1 januari 1863 i Haverö socken i Medelpad  när 1862 års kommunalförordningar trädde i kraft.
Kommunen påverkades inte av kommunreformen 1952 och förblev oförändrad fram till år 1971 då den kom att bli en del av den nya Ånge kommun.

### Kyrklig tillhörighet
I kyrkligt hänseende tillhörde kommunen Haverö församling.

## Kommunvapen

### Första kommunvapnet
Blasonering: Fält kluvet av blått, vari en slägga av silver, och av silver, vari en blå smidestång.
Detta vapen antogs av kommunen den 18 december 1954. Vapnet var ej fastställt av Kungl. Maj:t och ersattes den 21 december 1955 med ett nytt vapen. Se artikeln om Ånge kommunvapen för mer information.

### Andra kommunvapnet
Blasonering: I blått fält en pilhacka och smälttång av silver, stolpvis ställda och balkvis ordnade.
Detta vapen antogs av kommunen den 21 december 1955. Vapnet var ej heller fastställt av Kungl. Maj:t.

Haverö landskommun (1954-1955)

## Geografi
Haverö landskommun omfattade den 1 januari 1952 en areal av 1 108,70 km², varav 995,40 km² land.

### Tätorter i kommunen 1960
I Haverö kommun fanns tätorten Östavall, som hade 303 invånarea den 1 november 1960. Tätortsgraden i kommunen var då 11,8 procent.

## Politik

### Mandatfördelning i valen 1938-1966
| 14 | 2 | 6 |

| 22 |

| 3 | 14 | 5 |

| 22 |

| 6 | 10 | 6 |

| 21 |

| 3 | 16 | 7 |

| 21 | 5 |

| 4 | 15 | 2 | 5 |

| 22 | 4 |

| 3 | 16 | 3 | 4 |

| 24 |

| 3 | 16 | 3 | 4 |

| 24 |

| 5 | 13 | 4 | 3 |  |

| 22 | 4 |

## Fotnoter
^a Siffran i SCB:s folkräkning 1960 var 226. Denna siffra korrigerades vid folk- och bostadsräkningen 1965, då det upptäcktes att det hade uppstått fel i beräkningen av tätortens folkmängd vid den tidigare folkräkningen.